# Championnat de Hongrie de football 1908-1909
Navigation
Saison précédente Saison suivante
La saison 1908-1909 du Championnat de Hongrie de football est la 8e édition du championnat de première division en Hongrie, la Nemzeti Bajnokság. Les neuf meilleurs clubs de Budapest sont regroupés au sein d'une poule unique où ils se rencontrent deux fois au cours de la saison, à domicile et à l'extérieur. En fin de saison, le dernier du classement est relégué et remplacé par le meilleur club de II. Osztályú Bajnokság, la deuxième division hongroise.
C'est le Ferencváros TC qui termine en tête du classement final du championnat, avec six points d'avance sur le Magyar AC et sept sur le Budapest TC. C'est le 4e titre de champion de Hongrie de l'histoire du club.
Le tenant du titre, le MTK Budapest, ne prend que la quatrième place, à huit points de Ferencváros.

## Les clubs participants
| - Fővárosi TC - Budapest TC - Ferencváros TC - Typographia SC - MTK Budapest - Magyar AC - Ujpest TE - Budapest AK - Törekvés SE |

## Compétition

### Classement
Le barème utilisé pour établir le classement est le suivant :
- Victoire : 2 points
- Match nul : 1 point
- Défaite, forfait ou abandon : 0 point

| Rang | Équipe           | Pts | J  | G  | N | P  | Bp | Bc | Diff |
| ---- | ---------------- | --- | -- | -- | - | -- | -- | -- | ---- |
| 1    | Ferencváros TC   | 28  | 16 | 14 | 0 | 2  | 69 | 21 | +48  |
| 2    | Magyar AC        | 22  | 16 | 8  | 6 | 2  | 33 | 25 | +8   |
| 3    | Budapest TC      | 21  | 16 | 9  | 3 | 4  | 27 | 16 | +11  |
| 4    | MTK Budapest (T) | 20  | 16 | 9  | 2 | 5  | 43 | 19 | +24  |
| 5    | Fovarosi TC      | 18  | 16 | 8  | 2 | 6  | 36 | 36 | 0    |
| 6    | Budapest AK      | 14  | 16 | 6  | 2 | 8  | 24 | 28 | -4   |
| 7    | Törekvés SE      | 11  | 16 | 4  | 3 | 9  | 30 | 49 | -19  |
| 8    | Ujpest TE        | 8   | 16 | 3  | 2 | 11 | 19 | 41 | -22  |
| 9    | Typographia SC   | 2   | 16 | 0  | 2 | 14 | 13 | 59 | -46  |

|  | Vainqueur du championnat de Hongrie 1908-1909 |
|  | Relégation directe en deuxième division       |
|  | (T) Tenant du titre                           |

## Bilan de la saison
| Championnat de Hongrie de football 1908-1909 |                           |
| Champion                                     | Ferencváros TC (4e titre) |
| Coupes et trophées                           |                           |
| Vainqueur de la Coupe de Hongrie 1908-1909   | Non disputée              |
| Promotions et relégations                    |                           |
| Promus en Nemzeti Bajnokság                  | Nemzeti SC                |
| Relégués en II. Osztályú Bajnokság           | Typographia SC            |